# Cantone di Belcaire
Il Cantone di Belcaire era una divisione amministrativa dell'arrondissement di Limoux.
A seguito della riforma approvata con decreto del 21 febbraio 2014, che ha avuto attuazione dopo le elezioni dipartimentali del 2015, è stato soppresso.

## Composizione
Comprendeva i comuni di:
- Aunat
- Belcaire
- Belfort-sur-Rebenty
- Belvis
- Campagna-de-Sault
- Camurac
- Comus
- Espezel
- La Fajolle
- Fontanès-de-Sault
- Galinagues
- Joucou
- Mazuby
- Mérial
- Niort-de-Sault
- Rodome
- Roquefeuil